# Thomas Seddon
Thomas Seddon (Londra, 28 agosto 1821 – Il Cairo, 23 novembre 1856) è stato un pittore paesaggista britannico, appartenente alla corrente dei preraffaelliti.
Nato a Londra, iniziò la propria carriera di artista con un viaggio d'istruzione a Parigi, nel 1842, durante il quale apprese le tecniche decorative. Nel 1849 fece i primi viaggi in Galles e in Francia, durante i quali iniziò a registrare paesaggi e scene su un taccuino di schizzi interessandosi così al disegno, all'illustrazione e, più tardi, alla pittura. La sua prima esposizione alla Royal Academy, nel 1852, era principalmente costituita proprio di un dipinto realizzato durante questi primi viaggi, Penelope, e di alcuni paesaggi della Britannia.

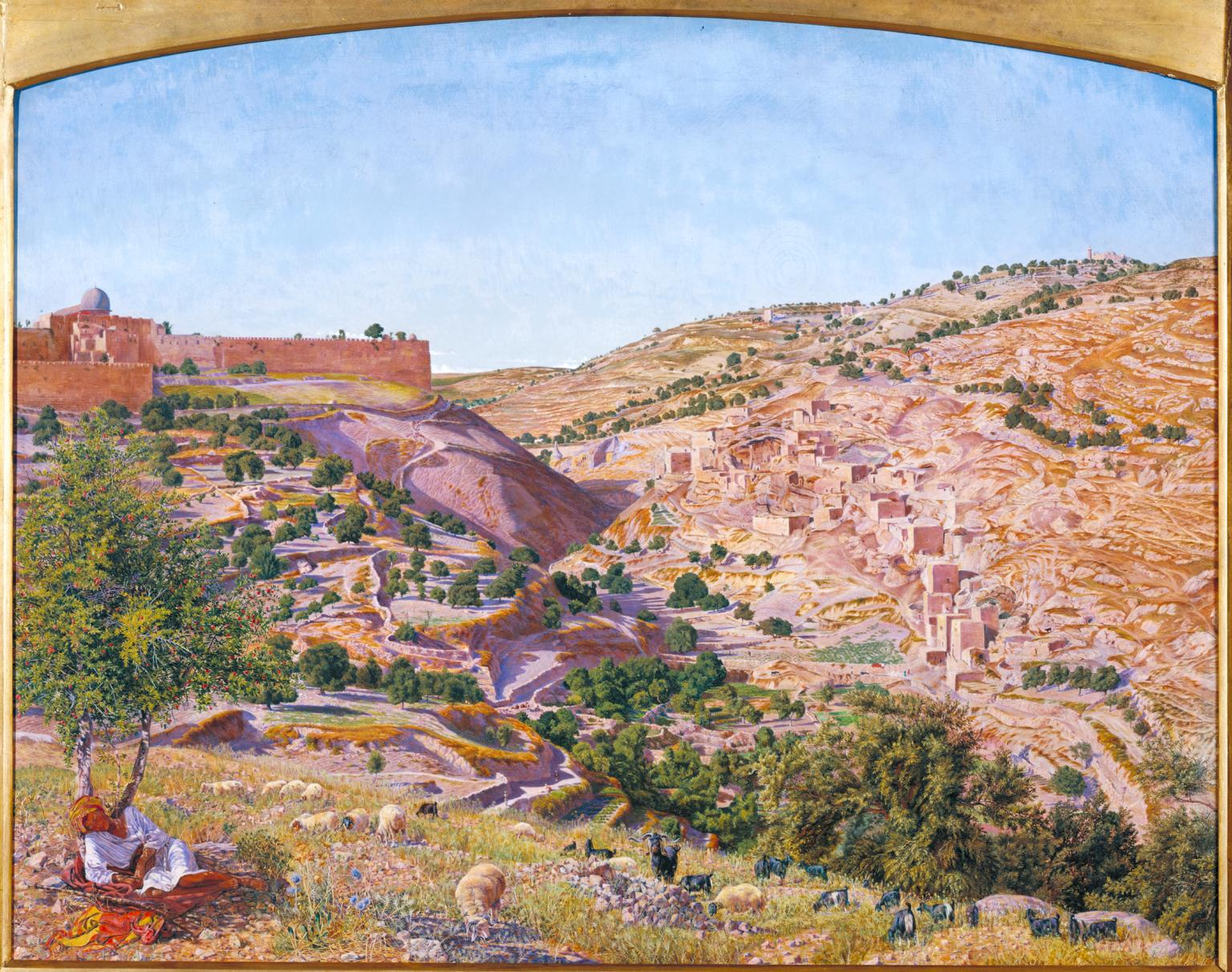
Jerusalem and the Valley of Jehoshaphat from the Hill of Evil Counsel (1855)

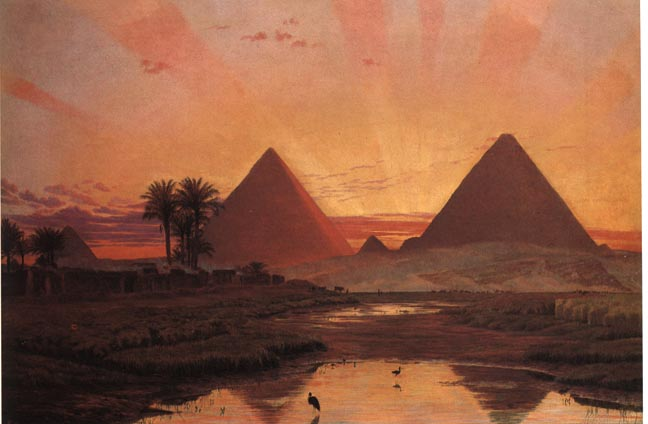
Pyramids of Gizeh — Sunset Afterglow (1856)

Verso la fine del 1853, raggiunse il preraffaellita William Holman Hunt al Cairo e rimase profondamente impressionato dalle atmosfere esotiche della città, iniziando una lunga serie di viaggi di studio in altre regioni dell'Egitto e della Palestina, durante i quali realizzò numerosi paesaggi che ebbeto grande successo e risonanza in patria. John Ruskin ebbe modo di definirlo il più accurato paesaggista esistente, per la sua attenzione sia alla resa artistica che all'aderenza realistica al soggetto: all'apice della sua carriera, i paesaggi orientaleggianti di Seddon vennero esposti dapprima alla galleria di Berners Street, Londra, nel 1855, e poi in quella di Conduit Street, sempre a Londra, nel 1856. Nello stesso anno Seddon si recò nuovamente al Cairo, dove morì di febbri.
Nel 1857 si tenne un'esposizione postuma alla Society of Arts, durante la quale la sua opera maggiore, Jerusalem and the Valley of Jehoshaphat, venne acquistata dalla National Gallery di Londra.